# OlWIR Verlag
OlWIR ist ein deutscher wissenschaftlicher Verlag mit Sitz in Edewecht bei Oldenburg (Oldb).

## Geschichte
Der Oldenburger Verlag für Wirtschaft, Informatik und Recht ging aus dem 1997 von Jürgen Taeger gegründeten Verlag des Instituts für Rechtswissenschaften an der Universität Oldenburg hervor. Dessen Buchtitel wurden mit der Neugründung des OlWIR Verlages 2006 übernommen und weiter vertrieben. Außerdem wurden das Verlagsangebot erheblich ausgeweitet und mehrere neue Reihen eingeführt.

## Verlagsprogramm
Das Verlagsangebot umfasst jetzt mehrere wissenschaftliche Reihen aus den Wissenschaftsgebieten Wirtschaftswissenschaften, Informatik und Recht. Darunter die bedeutenden Reihen „Oldenburger Beiträge zum Zivil- und Wirtschaftsrecht“ und die „Oldenburg Computer Science Series“ herausgegeben von Hans-Jürgen Appelrath und Susanne Boll. Die neuesten Reihen sind die „Banking, Finance & Accounting Research Series“ und die „Schriften zum Risikomanagement“.
Hohe Auflagen erzielen die Lehr- und Übungsbücher aus der Volkswirtschaftslehre und den Rechtswissenschaften.
Das eigene Lektorat betreut auch die Tagungsbände, die für die Deutsche Stiftung für Recht und Informatik (DSRI) verlegt werden, darunter der jährliche Band zur „Herbstakademie“ und zu den regelmäßigen Workshops der DSRI.

## Auszeichnungen
Einzelne Titel des Verlags konnten hohe Auszeichnungen erlangen, so das Buch von Ulrike Gedert, „Der angemessene Schadensersatz bei der Verletzung geistigen Eigentums“, das im Jahr 2008 mit dem Wissenschaftspreis der DSRI ausgezeichnet wurde, und das Buch von Britta A. Mester, „Arbeitnehmerdatenschutz“, das 2009 den Wissenschaftspreis der Gesellschaft für Datenschutz und Datensicherheit (GDD) erhielt.